# Aktionsbündnis Urheberrecht für Bildung und Wissenschaft
Das Aktionsbündnis Urheberrecht für Bildung und Wissenschaft, kurz oft nur Urheberrechtsbündnis, ist eine Initiative aus dem Umfeld der Hochschulen, die einen freien Zugang zur weltweiten Information für Zwecke der Bildung und Wissenschaft mit Hilfe der digitalen Medien fordert. Über 30 verschiedene Organisationen und Institutionen, darunter die Hochschulrektorenkonferenz, der Wissenschaftsrat, die Max-Planck-Gesellschaft, die Fraunhofer-Gesellschaft und zahlreiche weitere gehören zu den Gründern. Sprecher sind Rainer Kuhlen, Harald Müller und Oliver Hinte (USB Köln) (Stand November 2016).
Die Forderungen des Aktionsbündnisses wurden in der Göttinger Erklärung zum Urheberrecht für Bildung und Wissenschaft vom 5. Juli 2004 formuliert, deren Unterschriften von der Deutschen Initiative für Netzwerkinformation (DINI) verwaltet werden. Die Göttinger Erklärung gilt gemeinsam mit den Open-Access-Erklärungen von Budapest, Bethesda und Berlin als frühes Manifest zur Konzeption von Open Access und Open Science.
Das Urheberrechtsbündnis hat sich in der Debatte um die Urheberrechtsreformen zum entschiedensten Vertreter der Wissenschaft entwickelt.

## Geschichte
Das Urheberrechtsbündnis formierte sich mit Unterstützung von DINI 2004 vor dem Hintergrund der anstehenden Verschärfungen des deutschen Urheberrechts, indem einseitig die Rechte der Verwerter im digitalen Kontext gestärkt werden sollten. Innerhalb von sechs Monaten nach der Gründung schlossen sich dem Bündnis 190 Fachgesellschaften und mehr als 2800 Einzelpersonen an.